# Stay – Stiftung für multiplikative Entwicklung
Stay – Stiftung für multiplikative Entwicklung ist eine Stiftung in Deutschland, die das Ziel verfolgt, die Einkommenssituation der ärmsten Familien in den Ländern der Äquator-Region zu verbessern. Die Förderung ist darauf ausgerichtet, Netzwerke von Sozialunternehmern vor Ort zu stärken. Durch einen hohen Grad von Selbstorganisation erhofft man sich einen verbesserten Wirkungsgrad der eingesetzten Mittel. Die gemeinnützige Stiftung wurde 2014 gegründet.

## Organisation
Die Führung von Stay wird über einen Stiftungsvorstand ausgeübt, dem neben dem Gründer und Geschäftsführer Benjamin Wolf auch noch Christoph Hoelzel und Johannes Klemeyer angehören.

### Mitarbeiter
Im März 2021 arbeiten zwölf fest Angestellte und eine Beraterin auf Honorarbasis für Stay. Ein Netzwerk von etwa 60 Ehrenamtlichen unterstützt im Rahmen des Stiftungszwecks. In der Regel sind gleichzeitig mehrere Praktikanten für die Stiftung tätig.

### Sitz
Sitz der Stiftung ist in Stuttgart.

## Fördergebiete und Themen
Die Stiftung fördert wirtschaftliche Selbsthilfe durch einheimische Unternehmen. Dies soll die Entwicklungszusammenarbeit dahingehend verändern, dass eine nachhaltige Wirkung erzeugt werden soll. Dies wird als Reaktion auf die Kritik an der klassischen Entwicklungshilfe verstanden Statt einer vorwiegend strukturellen oder humanitären Unterstützung, wie sie von traditionellen Entwicklungshilfeorganisationen geleistet wird, sollen in den Entwicklungsländern Netzwerke von Sozialunternehmern geschaffen werden. Diese sollen langfristig und aus eigener Kraft die Ausbildung von Multiplikatoren ermöglichen. Inhaltlich wird hierbei auf die eigenes Einkommen gesetzt.
Alle Fördermaßnahmen von Stay verfolgen den Zweck, ein selbstbestimmtes, freies Leben für alle Menschen zu ermöglichen.

### Finanzielle Unabhängigkeit
Ein zentrales Thema der Stiftung ist die Erarbeitung von Konzepten für finanzielle Unabhängigkeit. Projekte sollen so aufgebaut werden, dass sie nachhaltig wirken und ausreichend Rückflüsse erzeugen, um sich langfristig selbst zu tragen.

### Stay Alliances
Stay Alliances sind lokale Netzwerke von geförderten Sozialunternehmern. Sie sind demokratisch organisiert und werden von ihren Mitgliedern selbst gesteuert. Hierbei wird auf die Wirkung von Gruppendynamik, Selbstkontrolle und Eigeninteressen gesetzt. Zielsetzung ist Wissensaustausch und gegenseitige Unterstützung. Außerdem soll ein Wettbewerb um die besten Lösungsansätze und Strategien gefördert werden. Die Mitglieder werden anhand festgelegter Kriterien ausgewählt. Nach einer Anlaufphase entscheiden die Mitglieder der Stay Alliances selbstständig über die Förderung von Hilfsprojekten.

### Regionale Schwerpunkte
Entwicklungsprojekte von Stay werden derzeit in Uganda, Ruanda und Kenia durchgeführt.

## Beispielprogramme und -initiativen
Die LATEK Stay Alliance Uganda bündelt seit 2017 die Aktivitäten von 30 Sozialunternehmern und wurde im Februar 2018 offiziell als NGO anerkannt. Einkommen sollen beispielsweise durch die Vermittlung von Imkerei-Kenntnissen an kleinbäuerliche Familien geschaffen werden. Ein weiteres Arbeitsfeld sind Schulungen im Getreideanbau, um auch vor dem Hintergrund der Ernährungskrise durch den Ukraine-Krieg die Ernährungssituation Ostafrikas zu verbessern.

## Geschichte
Die Stiftung wurde 2014 als eine rechtsfähigen Stiftung des bürgerlichen Rechts unter dem Namen „Stay – Stiftung für multiplikative Entwicklung“ gegründet.

## Sonstiges
Im Frühjahr und Sommer 2022 veranstaltete die Stiftung die Benefizaktion „stayrider“, bei welcher der Radsportler Jürgen Hofer in 62 Tagen mit dem Fahrrad allein durch Europe tourte und dabei Spenden sammelte.